# Реформатская конгрегационалистская церковь
Реформатская конгрегационалистская церковь — христианская деноминация на Маршалловых островах.
Церковь представляет собой ряд протестантских приходов, отошедших от доминирующей в стране Объединённой конгрегационалистской церкви Христа. 

## История
Церковь является результатом раскола, произошедшего, в 1985 году внутри Объединённой конгрегационалистской церкви Христа на Маршалловых Островах. Руководство церкви утверждает, что раскол был вызван не доктринальными разногласиями, а личными проблемами, когда священник церкви отказался принять назначение на пасторское служение в Музее Маршалловых Островов. Другие источники внутри церкви добавляют, что существовало также желание вернуться к образцам первоначальной конгрегационалистской церкви, какими они были до слияния в 1966 году с Евангелической и реформатской церковью в США.

## Статистика
Общее количество членов церкви составляет 4000 человек в 9 приходах и 18 домашних братствах. 

## Межцерковные связи
Церковь является членом Всемирного сообщества реформатских церквей и состоит в партнёрстве с Конгрегационалистской федерацией Австралии.